# Степь-Сочь
Степь-Сочь, Степ-Сочь (рум. Step-Soci) — село в Оргеевском районе Молдавии. Является административным центром коммуны Степь-Сочь, включающей также село Будэй.

## История
Село Степь-Сочь было основано в 1899 году в результате произведённой аграрной реформы Столыпина. Часть бывшей усадьбы барона Гинсбурга, именуемая Болохан-Иванос, была приобретена 28 февраля 1899 года Крестьянским банком. Недвижимость должна была быть разделена на сектора и отдана крестьянам из сёл Биешть и Киперчень в личное пользование, образуя таким образом хутор под названием «Участки».

## География
Село расположено на высоте 93 метра над уровнем моря.

## Население
По данным переписи населения 2004 года, в селе Степ-Сочь проживает 2006 человек (976 мужчин, 1030 женщин).
Этнический состав села:
| Национальность | Число жителей | Процентный состав |
| -------------- | ------------- | ----------------- |
| молдаване      | 1947          | 97,06             |
| румыны         | 26            | 1,3               |
| русские        | 21            | 1,05              |
| украинцы       | 11            | 0,55              |
| болгары        | 1             | 0,05              |
| Всего          | 2006          | 100 %             |